# Nucén
Nucén (románul: Nuțeni) falu Romániában, Hargita megyében.

## Története
Galócás része. 1956-ig adatai a községéhez voltak számítva. A trianoni békeszerződés előtt Csík vármegye Gyergyószentmiklósi járásához tartozott.

## Népessége
2002-ben 120 lakosa volt, ebből 112 román és 8 magyar.

## Vallások
Lakói többségében ortodox hitűek, de kisebb római katolikus közösség is található itt.